# Arthur Quentin de Gromard

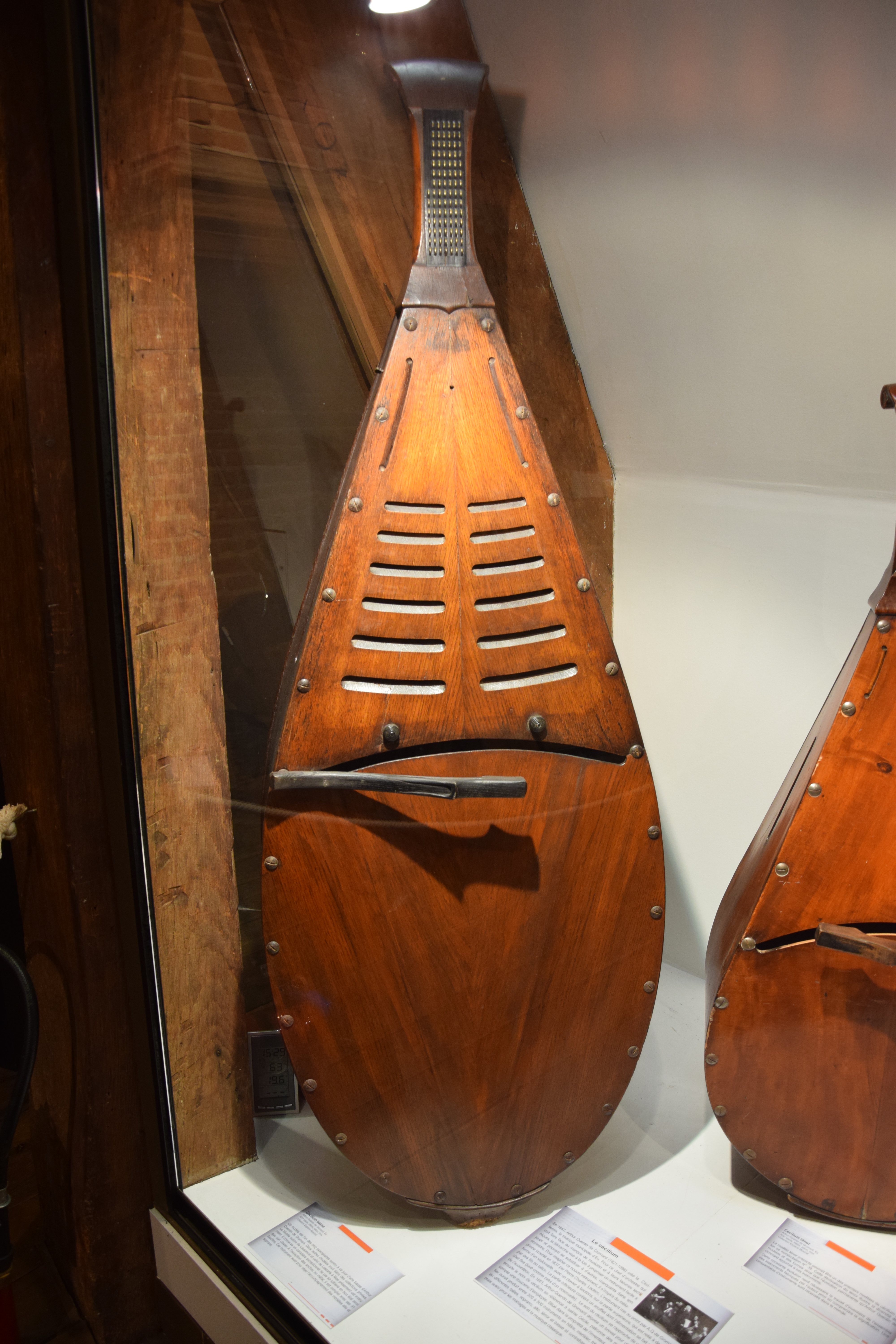
Cécilium basse.

Arthur Quentin de Gromard, né le 1er août 1821 à Eu où il est mort le 9 février 1896, était un musicien français, inventeur du cécilium.
Fils de Hilaire Joseph Quentin de Gromard (1797-1876) et de Aglaë Clothilde Le Moine de Blangermont (1800-1887), époux d'Anne de Verton, il vécut à Eu. Après avoir modifié le mélophone pour obtenir le symphonium, qu'il breveta en 1861, il est l'inventeur en 1862 d'un nouvel instrument de musique connu sous le nom de cécilium.